# 第1ドイツ＝オランダ軍団
座標: 北緯51度57分59秒 東経7度36分56秒 / 北緯51.9665度 東経7.615597度
第1ドイツ＝オランダ軍団（英語：I. German/Dutch Corps、ドイツ語：1. Deutsch-Niederländisches Korps、オランダ語：Eerste Duits-Nederlandse Legerkorps）は、ドイツ連邦陸軍とオランダ陸軍で構成される北大西洋条約機構即応部隊の軍団のひとつ。軍団司令部はノルトライン＝ヴェストファーレン州ミュンスターに所在している。

## 概要
第1ドイツ＝オランダ軍団は北大西洋条約機構の機構軍における、多国籍から成る北大西洋条約機構即応部隊の一部を構成している。軍団司令部はドイツのミュンスターに置き、常設の支援部隊をオランダのアイベルゲンとガルデレンに置いている。軍団は欧州連合軍最高司令部の指揮下にあり、国際治安支援部隊などの様な多国籍軍に必要な部隊を編成し派遣できる能力を持つ。ドイツ軍部隊は陸軍指揮司令部を通して戦力提供している。軍団は多国籍作戦の責任を有し、そして軍団長はヨーロッパでの平時における作戦統制権（OPCON）を持つ唯一の司令官である。NATO即応部隊司令部を通じ加盟各国から将兵がミュンスターの軍団司令部に提供されている。公用語はドイツ語でもオランダ語でもなく、英語が指定されている。

## 歴史
1991年にドイツとオランダの国防大臣は二国間部隊を設立することに合意し、第1ドイツ＝オランダ軍団の創設が決定された。これによりミュンスターのドイツ軍第1軍団とアペルドールンのオランダ軍第1軍団がこれの対象となった。1995年8月30日にミュンスター宮殿にてオランダ首相ウィム・コックとドイツ首相ヘルムート・コールは共同で軍団の編成が完結したことを宣言した。初代軍団長にはオランダから選ばれルールト・リーツマ陸軍中将が着任する。軍団司令部はミュンスターに置かれたが、この場所はヴェストファーレン条約が調印された独蘭両国民にとり特別な意味合いを持つ都市であるために選ばれた。当初の軍団に付与された任務はNATO加盟国の防衛、国際連合の下での平和維持活動、自然災害対処、人道援助および救援であった。また、軍団の編成中に成立した欧州連合からの要請も任務の対象となる。
2002年11月にバウムホルダーで実施された衝突対応訓練「キャノン・クラウド（Cannon Cloud）」では本軍団が主力を占めた。ここで軍団は即応部隊司令部から地上部隊構成司令部までを形成するNATO統合任務部隊の一角をなし、約1ヶ月間の訓練に参加した。この任務の初めての実働運用は2003年にアフガニスタンで展開している国際治安支援部隊（ISAF）の司令本部として開催された。
地上部隊構成司令部は更に進化し、2002年11月には北大西洋条約機構即応部隊（NRF）司令部の指揮下で、2004年初めにはナポリ統連合軍司令部の指揮下で運用された。2005年1月から7月までNRF-3の任務を解かれNRF-4司令部の枠組みになる。2005年5月から6月まで実施された「アイアン・ソード（Iron Sword）」演習では中央ヨーロッパからノルウェーに兵員6,000人以上と車両2,500台を機動させた。同じ年の初めにはベルギー軍士官が、翌2006年にはフランス軍士官約10人が、現在では12カ国の軍人が同一の建物で勤務している。
2008年1月から6月まではNRF-10の任務に指定された。

## 組織
常設部隊
- 軍団司令部および司令部中隊（独蘭混成、ミュンスター）
- 司令部支援大隊（独蘭混成、ミュンスター）
- 第101情報通信システム大隊（独蘭混成、アイベルゲンとガルデレン）

指定部隊
- 第1装甲師団 - ドイツ
- 師団規模の部隊を提供（第13機械化旅団、第43機械化旅団） - オランダ

## 歴代軍団長
| 代   | 国籍 | 氏名                                                             | 着任           | 離任           |
| ---- | ---- | ---------------------------------------------------------------- | -------------- | -------------- |
| 1    |      | ルールト・リーツマ陸軍中将 Ruurd Reitsma                         | 1995年8月30日  | 1997年11月27日 |
| 2    |      | カルステン・オルトマンス陸軍中将 Karsten Oltmanns                | 1997年11月27日 | 2000年3月22日  |
| 3    |      | マルセル・ユーリンクス陸軍中将 nl:Marcel Urlings                 | 2000年3月22日  | 2002年7月4日   |
| 4    |      | ノルベルト・ファン・ハイスト陸軍中将 de:Norbert van Heyst        | 2002年7月4日   | 2005年7月1日   |
| 5    |      | トニー・ファン・ディーペンブルッヘ陸軍中将 Tony van Diepenbrugge | 2005年7月1日   | 2008年7月1日   |
| 6    |      | フォルカー・ヴィーカー陸軍中将 Volker Wieker                     | 2008年7月1日   | 2010年1月      |
| 暫定 |      | ハーム・デ・ヨンゲ陸軍少将 Harm de Jonge                         | 2010年1月      | 2010年4月13日  |
| 7    |      | トン・ファン・ローン陸軍中将 Ton van Loon                        | 2010年4月13日  | 2013年9月25日  |
| 8    |      | フォルカー・ハルバウアー陸軍中将 Volker Halbauer                 | 2013年9月25日  | 2016年4月7日   |
| 9    |      | ミヒール・ファン・デル・ラーン陸軍中将 Michiel van der Laan      | 2016年4月7日   |                |